# Parisgata i regn
Parisgata i regn (franska: Rue de Paris, temps de pluie) är en stor oljemålning av den franske konstnären Gustave Caillebotte. Den målades 1877 och ingår sedan 1964 i samlingarna på Art Institute of Chicago.
Caillebotte, som hade ärvt en förmögenhet, var både nära vän och mecenat till de samtida impressionistiska konstnärerna. På den tredje impressionistutställningen 1877 deltog han med sex målningar, däribland Parisgata i regn och Pont de l'Europe som båda kom att höra till hans mest beundrade och omdiskuterade verk. Trots sitt samarbete med impressionisterna var han i sin stil snarast realistisk och Parisgata i regn utmärks av en tydlig linjeföring. 
Målningen föreställer välbärgade borgerliga flanörer på nuvarande Place de Dublin i Paris åttonde arrondissement. I bakgrunden skiljer ett hus med smal gavel Rue de Moscou till vänster från Rue Clapeyron till höger. 